# Reichenbach am Heuberg
Reichenbach am Heuberg ist eine kleine Gemeinde im Landkreis Tuttlingen in Baden-Württemberg, Deutschland.

## Geographie

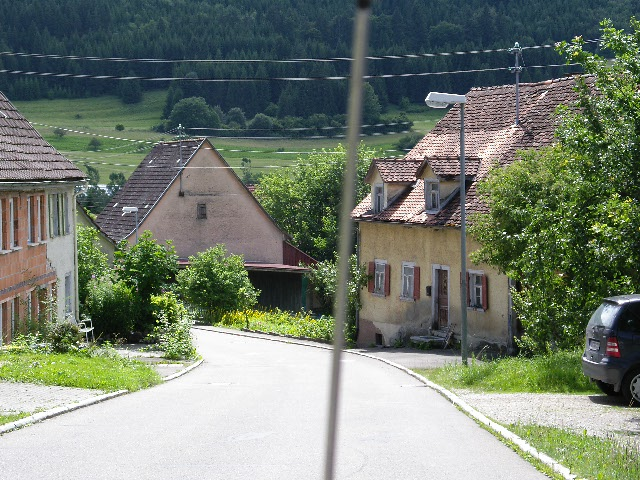
Reichenbach

### Geographische Lage
Reichenbach liegt im Hochtal der Untere Bära, welcher auch durch die Gemeinde fließt, am Großen Heuberg im Südwesten der Schwäbischen Alb. Zusätzlich fließt ein kleiner Quellbach (Reichenbach oder auch Talbach genannt) durch die Gemeinde und mündet in die Bära.

### Nachbargemeinden
Die Gemeinde grenzt im Norden an Obernheim und im Osten an Nusplingen, beide im Zollernalbkreis, im Südosten an Egesheim, im Südwesten an Bubsheim und im Nordwesten an Wehingen.

### Gemeindegliederung
Zur Gemeinde Reichenbach am Heuberg gehören das Dorf Reichenbach am Heuberg und der Weiler Holzwiesen (Martinsberg).

### Schutzgebiete
Die Landschaftsteile Aischwang und Bühl sind als Landschaftsschutzgebiet Schafweiden im Unteren Bäratal bei Reichenbach ausgewiesen. Die Bäraaue gehört zum FFH-Gebiet Großer Heuberg und Donautal, der südwestliche Teil der Gemeinde gehört zum Vogelschutzgebiet Südwestalb und Oberes Donautal. Reichenbach liegt zudem im Naturpark Obere Donau.

## Geschichte

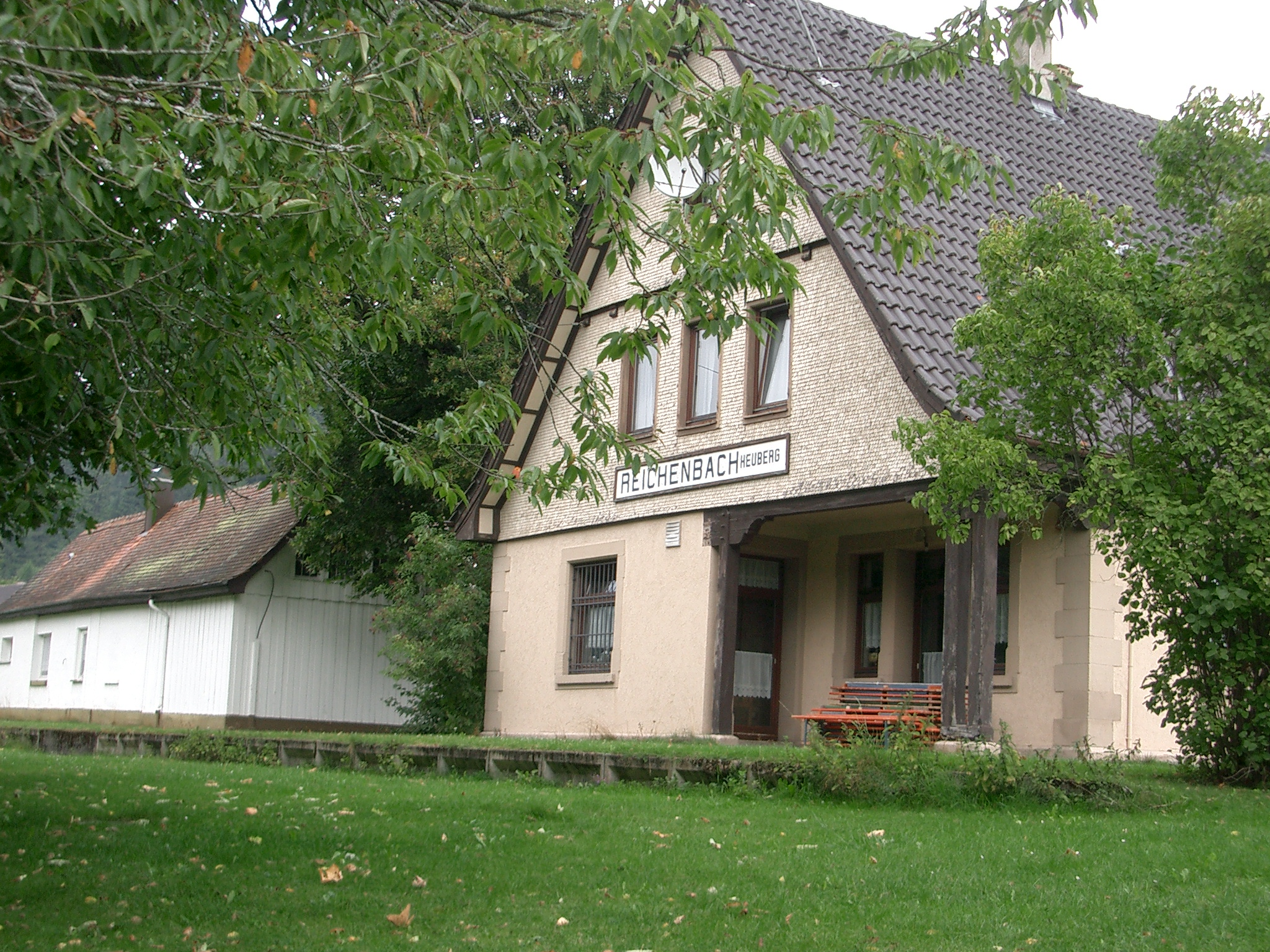
Bahnhof von Reichenbach (2008)

### Frühe Geschichte
Reichenbach am Heuberg wurde im Jahre 793 erstmals urkundlich erwähnt. Während der Zeit der Stammesherzogtümer lag Reichenbach im Herzogtum Schwaben. Das Dorf gehörte zur Grafschaft Hohenberg. Mit dieser kam es 1391 zu Vorderösterreich, wo es blieb, bis es 1805 württembergisch wurde.

### Geschichte seit dem 19. Jahrhundert
Im Königreich Württemberg wurde die Gemeinde dem Oberamt Spaichingen zugeordnet. Im Zuge der Gebietsreform während der NS-Zeit in Württemberg gelangte das Dorf 1938 zum Landkreis Tuttlingen. Im Jahre 1945 wurde Reichenbach Teil der Französischen Besatzungszone und gelangte somit zum Nachkriegsland Württemberg-Hohenzollern, welches 1952 im Bundesland Baden-Württemberg aufging.
Reichenbach war von 1928 bis 1966 Endbahnhof der Heubergbahn.
Das ehemalige Bauerndorf ist zu einer Industrie- und Wohnsitzgemeinde geworden.

## Religion
Das katholisch geprägte Dorf gehört zu den sechs Kirchengemeinden der Seelsorgeeinheit Oberer Heuberg mit Pfarrsitz in Böttingen im Dekanat Tuttlingen-Spaichingen der Diözese Rottenburg-Stuttgart. Die katholische Pfarrkirche St. Nikolaus am Ort wurde 1721 erbaut.

## Politik

### Gemeinderat
Der Gemeinderat in Reichenbach am Heuberg besteht aus den acht ehrenamtlichen Gemeinderäten und dem Bürgermeister als Vorsitzendem. Der Bürgermeister ist im Gemeinderat stimmberechtigt. Bei der  Kommunalwahl am 9. Juni 2024 wurde der Gemeinderat durch Mehrheitswahl gewählt. Mehrheitswahl findet statt, wenn kein oder nur ein Wahlvorschlag eingereicht wurde. Die Bewerber mit den höchsten Stimmenzahlen sind dann gewählt.

### Verwaltungsverband
Die Gemeinde ist Mitglied des Gemeindeverwaltungsverbandes Heuberg mit Sitz in Wehingen.

### Bürgermeister
Der von 1988 bis 2019 amtierende ehrenamtliche Bürgermeister Josef Bär (* 1952) war von 1981 bis 2016 hauptamtlich Bürgermeister von Wehingen.
Zu seinem Nachfolger wurde am 24. März 2019 Hans Marquart (* 1959) gewählt, der als einziger Kandidat zur Wahl stand. Marquart ist seit 2018 Bürgermeister in Egesheim. Sein Amt in Reichenbach trat der gebürtige Reichenbacher im Juni 2019 an. Damit teilen sich dann die beiden Gemeinden einen hauptamtlichen Bürgermeister.

## Kultur und Sehenswürdigkeiten
Die Kommune ist dem Tourismusverband „Donaubergland“ angeschlossen.

### Bauwerke
In der katholischen Pfarrkirche St. Nikolaus (Rokokoausstattung) befindet sich eine der wenigen erhaltenen Werke des Orgelbaumeisters Hieronymus Spiegel.

## Persönlichkeiten
- Josef Markwart (1864–1930), Orientalist und Historiker